# Ptačí oblast Heřmanský stav – Odra – Poolzí
Ptačí oblast Heřmanský stav – Odra – Poolzí je jedno z nejvýznamnějších zimovišť vodního ptactva v Moravskoslezském kraji v okolí obce Dolní Lutyně.
Území představuje hnízdiště více než sta ohrožených druhů ptáků. Popisovaná oblast se rozkládá na ploše cca 5 900 ha a zahrnuje především nivu řeky Olše a Odry a přilehlé zemědělské pozemky rozkládající se mezi Dolní Lutyní a Věřňovicemi. Dále se na tomto území vyskytují mnohé štěrkopískovny a rybniční soustavy, z nichž největší a nejvýznamnější je Heřmanský stav. Toto území je ideálním biotopem pro mnoho druhů ptactva, které se na území České republiky vyskytují jen zřídka. Je to také jedna z mála přírodních částí, která se jinak v silně antropogenizovaném karvinském okresu dochovala až do dnes.

## Ptačí druhy

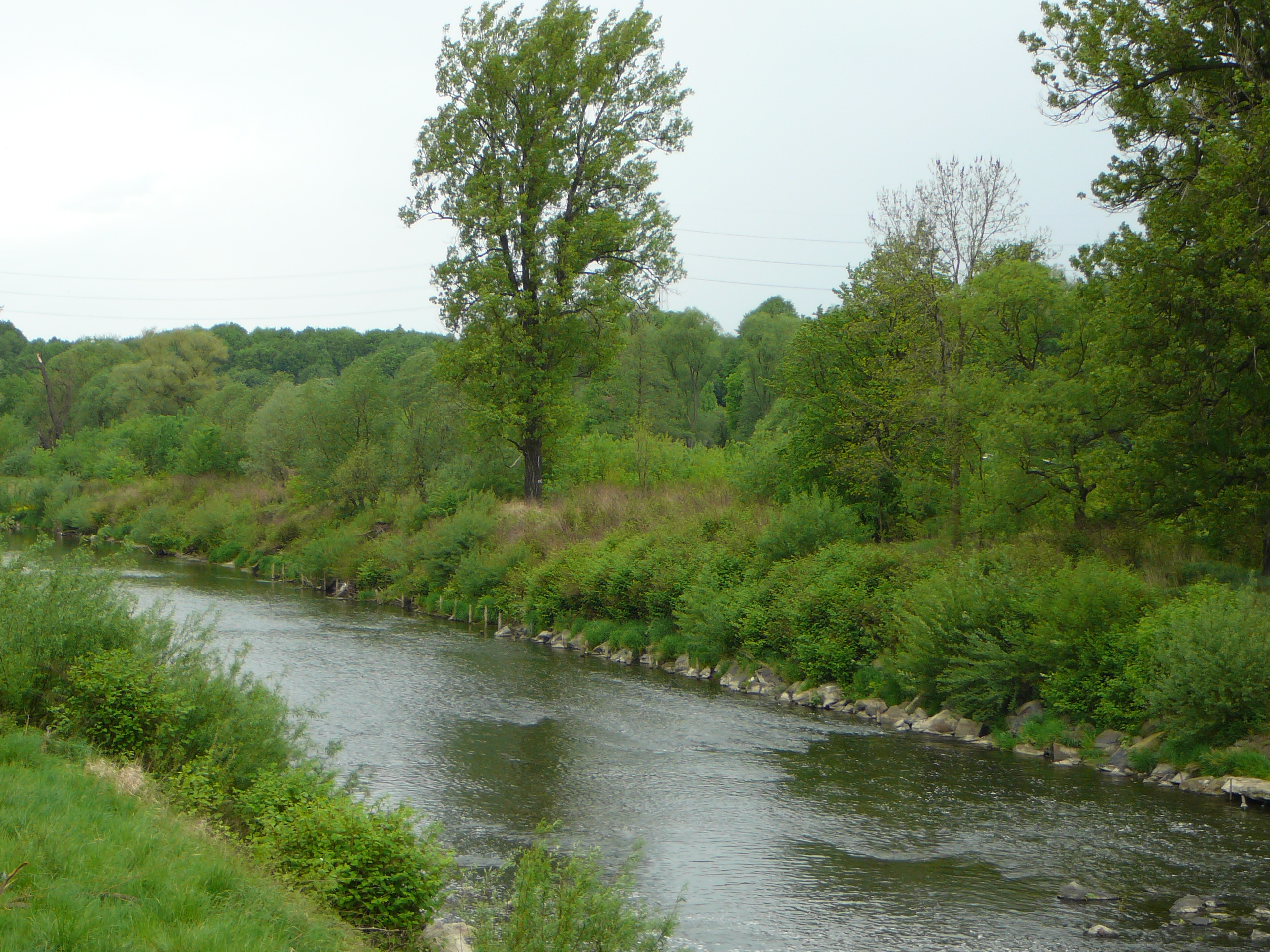
Řeka Olše ve Věřňovicích

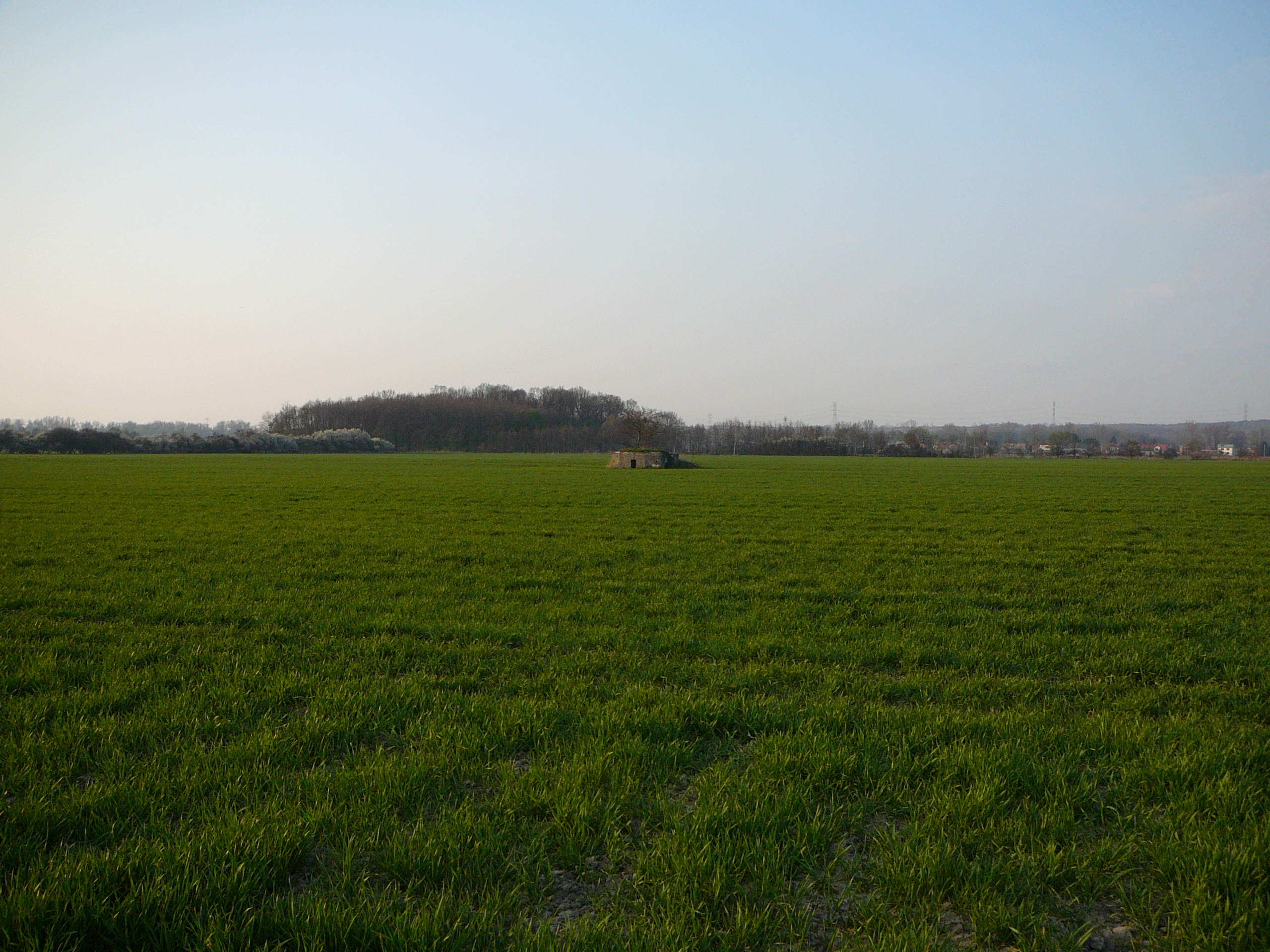
Ptačí oblast v Dolní Lutyni

I když toto území je z hlediska rozlohy poměrně malé, patří mezi oblasti s vysokým potenciálem pro hnízdění, tah, a zimování ptáků v České republice. Toto území představuje jednu z nejvhodnějších lokalit pro pravidelné hnízdění čtyř druhů ptáků, a to motáka pochopa (Circus aeruginosus), ledňáčka říčního (Alcedo atthis), slavíka modráčka (Luscinia svecica) a bukáčka malého (Ixobrychus minutus). Rovněž zde bylo zjištěno, že zde hnízdí více než dalších 120 druhů ptáků, pro které je tato oblast jediným vhodným hnízdištěm na severní Moravě. Povodí řeky Olše, která se nedaleko vlévá do Odry, poskytuje vhodné životní podmínky pro živočichy jako břehuli říční (Riparia riparia), nebo pisíka obecného (Actitis hypoleucos). Odra i Olše navíc poskytují jako jediné řeky v České republice pravidelné hnízdiště velmi vzácnému morčákovi velkému (Mergus merganser). Štěrkovny a stojaté vody jsou zde poměrně hojně zastoupeny, život zde hnízdících ptáků je vázán především na rákosové porosty v břehových partiích, kde se vyskytují již výše zmiňovaní bukáček malý, moták pochop a slavík modráček. Dále v těchto příbřežních porostech hnízdí bukač velký (Botaurus stellaris), chřástal malý (Zapornia parva), rákosník velký (Acrocephalus arundinaceus) a cvrčilka slavíková (Locustella luscinioides). Na osamělých ostrůvcích uprostřed vodních nádrží hnízdí skupiny racka černohlavého (Ichthyaetus melanocephalus) a rybáci (Sterninae). V okolí Odry a Olše, vodních nádrží a zemědělských polí jsou k vidění mnohé mokřady ať už trvale, čí přechodně zamokřené. Tyto biotopy jsou velmi vhodným hnízdištěm chřástala lučního, chřástala kropenatého (Porzana porzana) a křepelky polní (Coturnix coturnix).

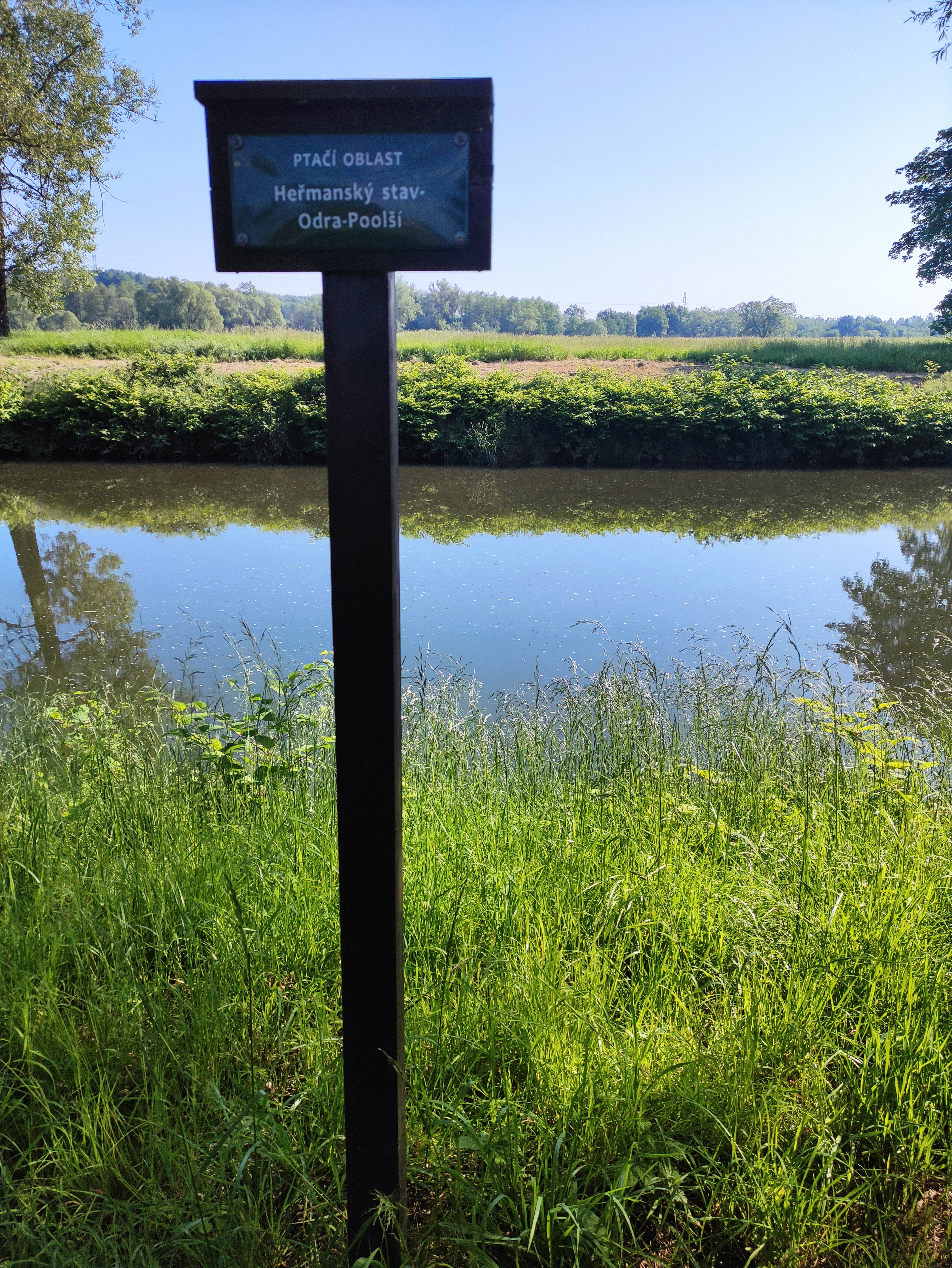
Řeka Olza

## Ochrana území
Dne 4. června 2007 vláda vyhlásila oblast Heřmanský stav – Odra – Poolzí za ptačí oblast v síti Natura 2000. Území plánované pro výstavbu průmyslové zóny v Dolní Lutyni do ochrany začleněno nebylo.